# Las Chacras (San Martín)
Las Chacras es una localidad del Departamento Libertador General San Martín, ubicada en el noreste de la provincia de San Luis, Argentina. 
Se encuentra sobre la ruta provincial 41, a pocos km al sur de la localidad de San Martín. 
Fue en 1936 una de las localidades más afectadas por el Terremoto de San Luis.

## Población
Contó con 176 habitantes (Indec, 2010), lo que representó un incremento del 44% frente a los 122 habitantes (Indec, 2001) del censo anterior.
Según el censo 2022 la población total de la Comisión municipal fue de 148 personas. En tanto, el número de viviendas registradas fue de 67.
| Gráfica de evolución demográfica de Las Chacras entre 1960 y 2022 |
|                                                                   |
| Fuente: Censos nacionales del INDEC                               |